# Chiesa di San Luca (Atessa)
La chiesa di San Luca è situata a San Luca, fraz. di Atessa. Sorge nella Val di Sangro tra il Fondo Valle e Atessa.

## Storia
La posa della prima pietra della nuova costruzione avvenne il 18 ottobre 1966, da parte di Mons. Benedetto Falcucci, vescovo di Pescara-Penne, originario di Atessa, su iniziativa dell'allora parroco Luciano Cicchitti. Venne edificata sul terreno donato dal sig. Giulio De Marco, progettata del geometra locale Domenico Menna e inaugurata il 18 ottobre 1986 da mons. Antonio Valentini, arcivescovo metropolita di Chieti-Vasto, già segretario di mons. Falcucci, durante il ministero del parroco Salvatore Travaglini. La chiesa, ora di proprietà della parrocchia di San Vincenzo, è stata decorata, arredata e dotata di servizi negli anni 1992-96 dal parroco Claudio Pellegrini, con il contributo dei parrocchiani e dei vari Comitati. Il Santo è festeggiato ogni anno la terza domenica di ottobre.

## Da vedere
- L'altare e l'ambone in granito.
- Il tabernacolo.
- la croce con il Cristo in legno.
- La splendida vetrata raffigurante la cena di Emmaus.
- La statua della Madonna sotto il porticato della chiesa.
- Il campanile.
- Il percorso che si trova sul retro della chiesa costruito sulla ferrovia come pista ciclabile.

## Galleria d'immagini

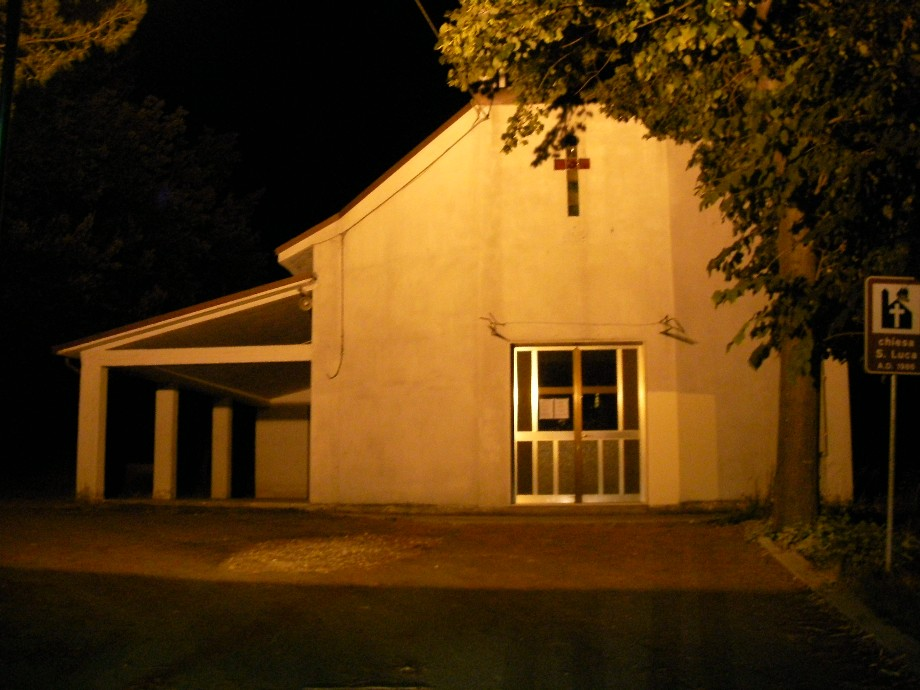
La chiesa di San Luca di notte
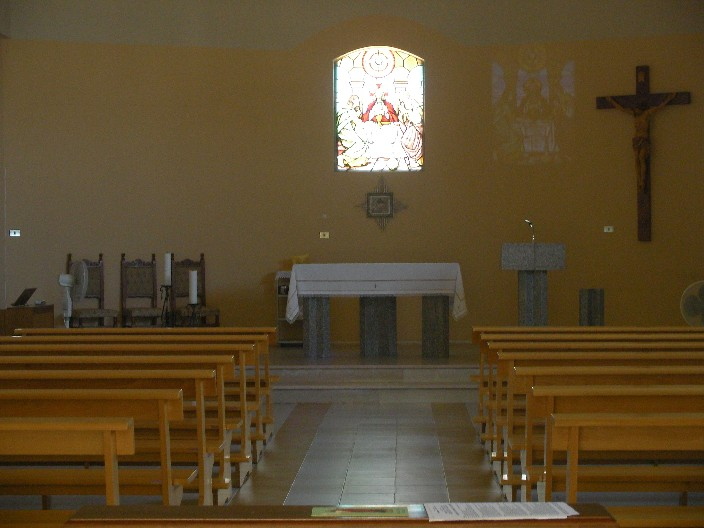
L'interno